# Flammulina ononidis
Flammulina ononidis Arnolds – gatunek grzybów z rodziny obrzękowcowatych (Physalacriaceae).

## Systematyka i nazewnictwo
Pozycja w klasyfikacji według Index Fungorum: Flammulina, Physalacriaceae, Agaricales, Agaricomycetidae, Agaricomycetes, Agaricomycotina, Basidiomycota, Fungi.
Po raz pierwszy takson ten opisał w 1983 r. Eef Arnolds w wilżynie ciernistej w Niemczech. Synonimy:
- Collybia velutipes subsp. pratensis (Schief.) Schief. 1963
- Flammulina velutipes var. pratensis Schief. 1949

Internetowy atlas grzybów podaje polską nazwę płomiennica wyżlinowa. Jest myląca – płomiennica ta nie rozwija się bowiem na wyżlinie, lecz na wilżynie.

## Morfologia
Kapelusz
Średnica 15–30 mm, w młodym wieku półkulisty, później płaskowypukły, w stanie dojrzałym płaski, czasami z garbkiem, słabo higrofaniczny. Powierzchnia w stanie wilgotnym szorstka, błyszcząca, lepka, w kierunku środka jasnopomarańczowa, w środku ciemniejsza, karmelowa do cynamonowobrązowej, jasnobrązowej dlub rdzawobrązowej. Brzeg starszych okazów nieco przeźroczyście prążkowany, brązowożółty do złotobrązowego.
Blaszki
W liczbie 24–43, z międzyblaszkami (l = 3–7), przyrośnięte, szerokości 3–5,5 mm, o barwie kości słoniowej z pomarańczowym odcieniem. Krawędzie równe.
Trzon
Wysokość 40–95 mm, średnica 2–4 mm, cylindryczny, czasami wrzecionowaty z ukorzenienioną podstawą, w środku pusty. Powierzchnia aksamitna, wzdłużnie prążkowana, w górnej części prawie biała lub żółtawo-biały do bladożółtej, w dolnej części w młodym wieku jasnożółtocytrynowa, później jasnobrązowa do czekoladowej w stanie dojrzałym, u nasady brazowa.
Miąższ
Elastyczny; w kapeluszu blado żółtawy, w górnej części trzonu w kolorze kości słoniowej, w podstawie trzonu woskowatożółty, o niewyraźnym zapachu i smak łagodnym, nieco słodkawym smaku.
Cechy mikroskopowe
Podstawki 4-zarodnikowe, wąsko maczugowate (25,5–)28–33(–35,5) × 6,5–7 μm. Zarodniki średnio 9,1 × 4,5 μm, Qav = 2,01, szeroko elipsoidalne do niewyraźnie migdałowatych, gładkie, szkliste. Pleurocystydy średnio 45 × 13,3 μm, butelkowate, wrzecionowato-szypułkowe, elipsoidalno-szypułkowe, szeroko maczugowate, o ścianie grubości około 0,5 µm. Cheilocystydy podobne, liczne. Skórka kapelusza zbudowana z iksohyfid i pileocystyd. Końcowe komórki iksohyfid o wymiarach 27–65 × 3,5–7,5 μm, głównie trzech typów: 1) koraloidalne, 2) rozgałęzione z jednym centralnym pniem i bocznymi gałęziami (zwykle nie więcej niż 5 gałęzi), 3) nierozgałęzione; wszystkie zwykle ze zwężonymi końcówkami (o szerokości na końcach 1–2 µm), cienkościenne. Pileocystydy 68–105 × 7,5–12 μm, wąsko butelkowate, często szypułkowo zwężone, grubościenne (0,5–1 µm). Na powierzchni trzonu rzadkie kaulocystydy, podobne do pileocystyd, ale szersze (ok. 12–15 μm).

## Występowanie i siedlisko
Podano stanowiska Flammulina ononidis tylko w Europie. Brak tego gatunku w opracowanym w 2003 r. przez Władysława Wojewodę wykazie wielkoowocnikowych grzybów podstawkowych Polski, po raz pierwszy jego stanowisko podano w Polsce w 2014 r.
Naziemny grzyb saprotroficzny rozwijający się na obumarłych korzeniach i łodygach wilżyny ciernistej (Ononis spinosa). Owocniki zwykle od sierpnia do marca, pojedynczo, rzadko w grupach. Występuje na trawiastych terenach i w zaroślach, preferuje gleby wapienne.